# Exacum alberti-grimaldii
Exacum alberti-grimaldii är en gentianaväxtart som beskrevs av Wohlh. och Callm.. Exacum alberti-grimaldii ingår i släktet Exacum och familjen gentianaväxter. Inga underarter finns listade i Catalogue of Life.